# Július Vaško
Július Vaško (1930–1996) byl slovenský fotbalový obránce a záložník. Jeho bratr Jozef Vaško byl také prvoligovým fotbalistou.

## Hráčská kariéra
V československé lize hrál za Dynamo ČSD/Lokomotívu Košice a Spartak VSS Košice, vstřelil jedenáct prvoligových branek.

### Prvoligová bilance
| Ročník             | Zápasy | Góly | Minuty | Klub               |
| ------------------ | ------ | ---- | ------ | ------------------ |
| I. liga 1951       | –      | 0    | –      | Dynamo ČSD Košice  |
| I. liga 1952       | –      | 10   | –      | Dynamo ČSD Košice  |
| I. liga 1953       | 7      | 0    | –      | Lokomotíva Košice  |
| I. liga 1956       | 3      | 1    | 270    | Spartak VSS Košice |
| CELKEM I. ČS. LIGA | –      | 11   | –      |                    |